# Acalolepta pusio
Acalolepta pusio is een keversoort uit de familie van de boktorren (Cerambycidae). De wetenschappelijke naam van de soort werd voor het eerst geldig gepubliceerd in 1858 door Francis Polkinghorne Pascoe.